# Macchina del vento

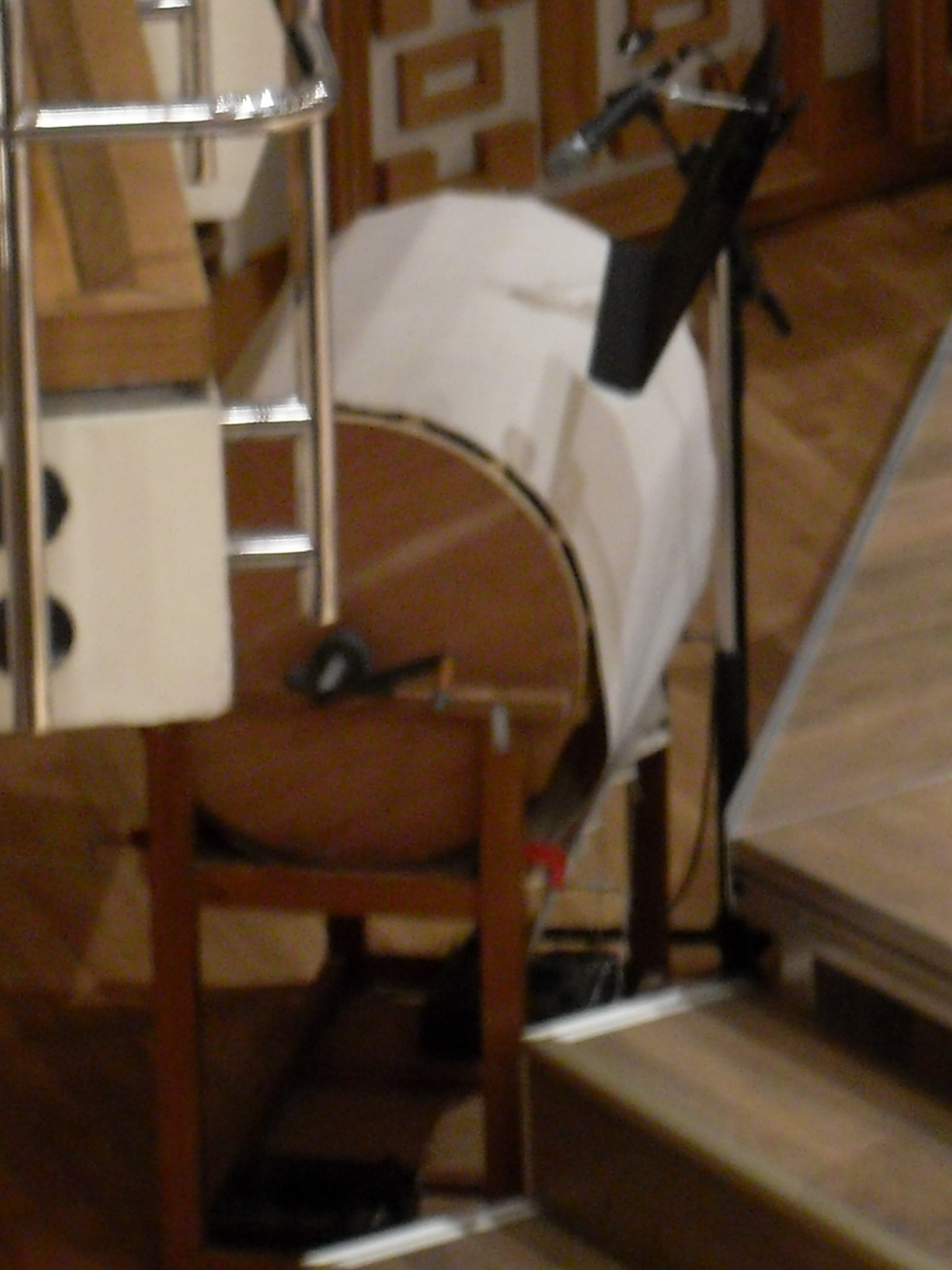
Una moderna macchina del vento durante un'esecuzione della Hong Kong Philharmonic Orchestra della Sinfonia Antartica di Ralph Vaughan Williams, nel gennaio 2013.

La macchina del vento (detta anche eolifono o eliofono) è uno speciale strumento musicale utilizzato per produrre il suono del vento. Un tipo utilizza un ventilatore elettrico con aggiunta di doghe in legno per produrre il suono desiderato. Più spesso, un tamburo rivestito in tessuto viene strofinato, quando un'apposita maniglia viene girata, contro aste di legno o cartone, producendo un suono frusciante.
Lo strumento è utilizzato in:
- Gioachino Rossini: Il barbiere di Siviglia
- Giuseppe Verdi: Rigoletto (qui detto "macchina del tuono")
- Richard Strauss: Don Quixote, Eine Alpensinfonie, Die ägyptische Helena, Die Frau ohne Schatten
- Richard Wagner: L'olandese volante
- Ralph Vaughan Williams: Sinfonia Antartica
- Ferde Grofé: Grand Canyon Suite
- Olivier Messiaen: Des canyons aux étoiles..., Saint François d'Assise, Éclairs sur l'au-delà...
- Maurice Ravel: Daphnis et Chloé, L'Enfant et les sortilèges
- Giacomo Puccini: La Fanciulla del West
- Benjamin Britten: Noye's Fludde
- Michael Tippett: Sinfonia no. 4
- Jerry Goldsmith: The Blue Max
- Philip Sparke: Music Of The Spheres
- Roger Cichy: First Flights
- Jean-Philippe Rameau: Les Boréades
- Fazıl Say: Symphony No 3 Universe